# 屈折语
屈折語（英語：fusional language，或稱）為綜合語（synthetic language）之一種。屈折語和同为综合语的黏著語之間的分別在於屈折语的詞素趨向連在一起，較為難以分割，意即屈折語的一個詞綴經常同時表達多種意思，而黏着語的一個詞綴一般傾向於只表達一種意思。不過黏著語和屈折語之間的界限很多時候並不明顯，因此可將黏著語和屈折語之間的關係視為一個連續體，而很多語言則落於「完全的」黏著語和「高度的」屈折語之間。
屈折語在印歐語系中甚為普遍，像梵語、喀什米爾語、普什圖語、旁遮普語、孟加拉語、希臘語、阿爾巴尼亞語、拉丁語、意大利語、法語、西班牙語、葡萄牙語、羅馬尼亞語、愛爾蘭語、德語、法羅語、冰島語及整個波羅的語族和斯拉夫語族等都是典型的屈折語。然而，屈折語並不只存在於印歐語系的語言，其他語系的語言亦有可能在某程度上算是屈折語，像芬烏語系中的某些薩米語，如斯科爾特薩米語（Skolt Sami）即為其例，而亞非語系的很多語言也算是屈折語。
從歷史上來看古代語言屈折語程度更高，古英語亦為一種屈折語，雖然現代英語保有部份屈折語的詞形變化，如動詞第三人稱現在式單數形結尾加-s的規則，但現代英語簡化後的詞形變化已較以前大量减少。同樣的現象也發生在歐陸其他國家，學者亦認為法語和保加利亞語的變格規則已大大簡化，故法语及保加利亚语的語法基本上朝向分析語的方向發展。

## 特徵
和同爲綜合語的黏着语相比，一方面，屈折語一般不允許无限地添加詞根、詞綴等規範詞素，鮮有超长詞出現，從這個角度看，屈折語比黏着语綜合程度低，更爲接近分析語；但另一方面，屈折語具有的屈折词素和詞形屈折变化以及变格等语法范畴的變化，這是很多黏着语所不具備的，從這個角度看，屈折語比黏着语綜合程度更高，與分析語相差更遠。而通用希臘語（Koine Greek）則屬例外，因其一方面帶有極高屈折性，一個動詞按不同詞態、語態、語氣，理論上已有七十多種屈折變化，若是以分詞形式出現還須加入人稱、數、格變式等等，一個單詞便有數百種詞形；另方面在組字上又具高度自由，可以將不同詞性的單詞組合，經常以複合詞的形式構成新詞，分別將屈折語和黏着語的綜合性質高度發揮，是一種綜合程度甚高，有寬闊詮釋空間的語言。
一些黏着程度較高的黏着语，如日語，有時卻被認爲是分析語，因爲日語中的词缀（屈折词素）常常被一些語言學家看作助詞（自由语素）。Sona語，一種人工構造的黏著程度最高的多式綜合語（被稱爲oligosynthetic）更是直接被看作分析程度最高的分析語（oligoisolating）。
分析語使用者學習屈折語難度常常較學習黏著語更大，英語是兼具分析語和屈折語特徵的語言，漢語使用者在學習英語時，卽使對英語語法非常熟悉，也常常受母語思維的影響忘記第三人稱單數等詞法－語法特徵。

## 拉丁語範例
屈折語詞綴的特性可用拉丁語amo（我愛）一字舉例說明，這個字的-o後綴表示直陳式、主動語態、第一人稱、單數、現在時和未完成體，無論更改上列的任何一種範疇，都必須把-o後綴替換成其他的後綴。

## 歷史
一般認為，綜合語是黏着语演變過來的，儘管尚無實證過的語言變化作為語言學證據。另一方面，過去幾個世紀，綜合語大體上傾向於失去變格——有些語言比其他的快得多。例如，儘管大部分烏拉爾語言是幾乎全部黏著的，愛沙尼亞語卻顯著地朝屈折語演化。另一方面，它的近親芬蘭語則沒有表現出那麼多屈折特徵，因此還是更近於主流烏拉爾類型。而且，設想中，梵語、拉丁語、斯洛文尼亞語、立陶宛語和亞美尼亞語大約和未證實的原始印歐語差不多一樣屈折，但現代英語和南非語卻幾乎是分析的；斯拉夫語族和波羅的語族，和希臘語一樣，大體上保持了變格。
汉语与藏语的祖先：原始汉藏语，也是一种屈折语。然而殷商的汉语已经是分析语了。当然还有一些残留，如「见」（*kianh）是及物动词，「现」（*gianh）是不及物动词。